# Łukasz Świrk
Łukasz Krzysztof Świrk (ur. 10 sierpnia 1985 w Wadowicach) – polski wspinacz sportowy. Specjalizuje się we wspinaczce na czas (ang. speed climbing), w tej konkurencji zdobył Pucharu Świata w 2011, czterokrotnie Puchar Polski, dwukrotnie został Mistrz Polski
W 2011 założył pierwszy w regionie klub wspinaczkowy Speed Rock Wadowice.
Jesienią 2014 roku wziął udział w siódmej edycji programu TVN Mam talent!. Ostatecznie dotarł do finału. Jesienią 2017 roku ponownie uczestniczył w talent show, tym razem w dziesiątej edycji, i po raz drugi dotarł do finału, w którym zajął trzecie miejsce.

## Osiągnięcia

### Mistrzostwa świata
| Konkurencje  | 2011 | 2012 |
| Wsp. na czas | 6    | 9    |

### World Games
| Konkurencje  | 2009 |
| Wsp. na czas | 5-8  |

### Mistrzostwa Europy
| Konkurencje  | 2008 | 2010 | 2013  |
| Wsp. na czas | 4    | 7    | 40-41 |

### Rock Master
| Konkurencje  | 2007 | 2008 | 2009 | 2010 | 2012 | 2013 |
| Wsp. na czas | 7    | 8    | 6    | 14   | 9    | 11   |

### Najlepsze wyniki na zawodach międzynarodowych
| Data       | Nazwa zawodów                    | Miejsce             | Pozycja |
| ---------- | -------------------------------- | ------------------- | ------- |
| 12.09.2012 | IFSC Climbing World Championship | Paryż ( Francja)    | 9.      |
| 01.09.2012 | IFSC Climbing Worldcup           | Arco ( Włochy)      | 9.      |
| 13.04.2012 | IFSC Climbing Worldcup           | Chongqing ( Chiny)  | 6.      |
| 07.09.2011 | IFSC Climbing Worldcup           | Changzhi ( Chiny)   | 5.      |
| 02.09.2011 | IFSC Climbing Worldcup           | Xining ( Chiny)     | 2.      |
| 06.08.2011 | IFSC Climbing Worldcup           | Daone ( Włochy)     | 2.      |
| 15.07.2011 | IFSC Climbing World Championship | Arco ( Włochy)      | 6.      |
| 12.07.2011 | IFSC Climbing Worldcup           | Chamonix ( Francja) | 5.      |
| 14.04.2011 | IFSC Climbing Worldcup           | Mediolan ( Włochy)  | 4.      |
| 24.07.2010 | IFSC Climbing Worldcup           | Daone ( Włochy)     | 2.      |
| 1.08.2009  | IFSC Climbing Worldcup           | Daone ( Włochy)     | 3.      |
| 19.07.2008 | IFSC Climbing Worldcup           | Daone ( Włochy)     | 1.      |

.

## Najlepsze wyniki na zawodach krajowych
| Data       | Nazwa zawodów                               | Miejsce         | Pozycja |
| ---------- | ------------------------------------------- | --------------- | ------- |
| 16.06.2012 | Puchar Polski Seniorów i Młodzieżowców      | Tarnów          | 3.      |
| 09.06.2012 | Puchar Polski Seniorów i Młodzieżowców      | Wadowice        | 2.      |
| 06.06.2012 | Puchar Polski Seniorów i Młodzieżowców      | Tarnów          | 3.      |
| 01.06.2012 | Mistrzostwa Polski Seniorów i Młodzieżowców | Tarnów          | 3.      |
| 10.12.2011 | Puchar Polski                               | Wrocław         | 1.      |
| 25.05.2011 | Mistrzostwa Polski                          | Tarnów          | 2.      |
| 01.04.2011 | Puchar Polski                               | Lublin          | 1.      |
| 12.12.2010 | Puchar Polski                               | Wrocław         | 1.      |
| 22.05.2010 | Mistrzostwa Polski Seniorów                 | Tarnów          | 1.      |
| 13.12.2009 | Puchar Polski Seniorów                      | Wrocław         | 1.      |
| 14.03.2009 | Puchar Polski Seniorów                      | Lublin          | 1.      |
| 01.06.2008 | Puchar Polski Seniorów                      | Chorzów         | 3.      |
| 24.05.2008 | Puchar Polski Seniorów                      | Lubin           | 1.      |
| 14.07.2007 | Mistrzostwa Polski                          | Warszawa        | 3.      |
| 28.06.2007 | Puchar Polski                               | Wrocław         | 3.      |
| 31.05.2007 | Puchar Polski                               | Tarnów          | 1.      |
| 16.12.2006 | Mistrzostwa Polski                          | Wrocław         | 1.      |
| 14.10.2006 | Puchar Polski                               | Andrychów       | 2.      |
| 08.04.2006 | Puchar Polski                               | Koszalin Gdańsk | 2.      |
| 19.09.2004 | Puchar Polski                               | Szczecin        | 3.      |
| 23.05.2004 | Mistrzostwa Polski Juniorów – Młodzieżowcy  | Gdańsk          | 2.      |
| 28.11.2003 | Puchar Polski Juniorów – Młodzieżowcy       | Warszawa        | 2.      |
| 08.06.2003 | Mistrzostwa Polski Juniorów – Młodzieżowcy  | Wrocław         | 3.      |
| 06.04.2003 | Puchar Polski Juniorów – Młodzieżowcy       | Tarnów          | 2.      |

.